# Postojna (miasto)
Postojna (wł. Postomia) – miasto w Słowenii, siedziba gminy Postojna. W 2018 roku liczyło 9482 mieszkańców.
Jest położona w południowo-zachodniej części kraju, w Wewnętrznej Krainie, w dolinie rzeki Pivki. Stanowi ośrodek turystyczny ze względu na bliskość jaskini Postojna. 
Przebiegają przez nią autostrada i linia kolejowa, które komunikują Lublanę z Morzem Adriatyckim. Miejscowa gospodarka oparta jest na przemyśle drzewnym, metalowym i spożywczym.
Pierwsza wzmianka o Postojnie pochodzi z XII wieku (jako Adelsberg). W latach 1918–39 kolejowe przejście graniczne po stronie włoskiej z Jugosławią.